# CF Atlante
Club de Fútbol Atlante S.A. de C.V. (eller bara Atlante) är en mexikansk fotbollsklubb. Efter att ursprungligen ha varit hemmahörande i Mexico City flyttade klubben 2007 till Cancún. Atlante har vunnit den mexikanska högstadivisionen tre gånger, senaste gången år 2007.